# Carnaval de Vinaroz
El carnaval de Vinaròs (en valenciano, carnestoltes de Vinaròs) es uno de los carnavales más famosos de la costa mediterránea española, por lo que ha sido reconocido como Fiesta de Interés Turístico Autonómico el 22 de febrero del 2007. Aun siendo una fiesta de larga tradición fue prohibida por decreto franquista, que se recuperó el año 1983. Ha recibido premios, como la décima entrega del Alé Vinarossenc en el 2004, distinción al Carnaval de Vinaroz. También fue galardonado en la IV edición de Premios Radio Castellón Cadena Ser con el premio Turismo 2007. En el 2011 el Carnaval de Vinaroz fue galardonado en los X Premios "Onda Cero Castellón" como mejor fiesta de la provincia.
Actualmente, es Fiesta de Interés Turístico Autonómico y aspira a ser Fiesta de Interés Turístico Nacional, la diputación de Castellón ha apostado para que se le conceda dicho reconocimiento. El vicepresidente de la Diputación, Andrés Martínez, lo consideró oportuno argumentando que Vinaroz es grande gracias a todo y también al Carnaval.

## Historia
No hay datos exactos de los comienzos de la fiesta del Carnaval en la ciudad de Vinaroz. El documento más antiguo que se conserva en el Archivo municipal corresponde a la realización de un baile de máscaras que se celebró en el año 1871, en el cual se recaudaron cincuenta reales que el Sr. Nicolás Bas Rodríguez hizo entrega al alcalde presidente del Ayuntamiento, el Sr. Demetrio Ayguals de Izco, para la beneficencia.
Posteriormente y en tiempos de la Segunda República española, ya hay indicios de la celebración espontánea del Carnaval, pasando a partir de 1939 a ser una fiesta prohibida, siendo muchos vecinos que se disfrazaban, contando un poco de manga ancha por parte de las autoridades del momento, lo cual hizo que esa iniciativa llevada a cabo por algunos vecinos continuara. Con la vuelta a la democracia, la fiesta del Carnaval empezó a resurgir con mayor fuerza, siendo para el año 1983 cuando las primeras comparsas y libres empiezan a desfilar por las calles de Vinaroz hasta llegar a la actualidad, donde 34 son las comparsas que desfilan acompañadas de un nutrido grupo de libres.
El carnaval se celebra 40 días antes del inicio de la Cuaresma. Doce días antes del Miércoles de Ceniza dan comienzo los diferentes actos del Carnaval, los cuales durarán 11 días. Son muchos los actos multitudinarios, como la imposición de corbatines a los estandartes de las comparsas, la proclamación de las reinas, dos grandes desfiles que se celebran en el último fin de semana, diferentes actos de tipo deportivo, cultural, gastronómico, etc. Todo ello llenará un amplio programa de fiestas, elaborando y organizado por la Comisión Organizadora del Carnaval (C.O.C) y contando con el patrocinio y colaboración del Magnífico Ayuntamiento de Vinaroz.

### Himno
El Himno original del Carnaval de la ciudad de Vinaroz, tanto la letra como la música, es obra del compositor Domingo Socarrades. En los últimos años se ha creado una versión más moderna del mismo a ritmo de batucada.

## Principales actos
Actos principales, noches temáticas y concursos del Carnaval de Vinaroz.
Viernes de Carnaval
- Llegada de su majestad Carnestoltes.
- Inauguración del recinto de Carnaval.
- Imposición de corbatines a los estandartes de las comparsas.

Sábado de Carnaval
- Gala de las reinas.

Domingo de carnaval
- Concurso de disfraces de mascotas.
- Paellas de carnaval. Las diferentes comparsas cocinan paella para sus socios en el recinto de Carnaval.

Lunes de carnaval
- Noche de la Tercera Edad.

Martes de carnaval
- Concurso Karaoke entre comparsas.

Miércoles de carnaval
- Batalla del confeti.
- Noche de la temática de cada año.

Jueves de carnaval
- Noche del pijama. Todos los presentes van vestidos con pijama y con atuendos típicos de bebés.

Viernes de carnaval
- Noche Loca ("Nit Boja"). Todos los presentes van por el recinto del carnaval disfrazados.

Último fin de semana
- Los dos grandes desfiles que se celebran en un circuito cerrado.

Último día de Carnaval
- Velatorio de Carnestoltes.
- Entierro de la Sardina y quemada de Carnestoltes.
- Castillo de fuegos artificiales.

Resto del año
- Gala de las reinas en verano.

## Galas

### Gala de las Reinas

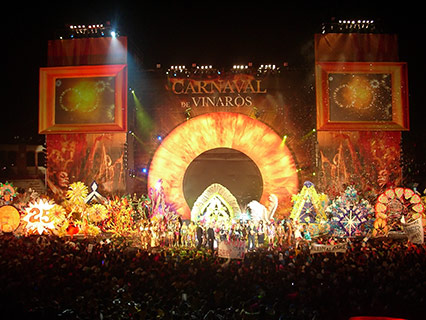
Gala de las reinas 2008 en la plaza de toros de Vinaroz

Más de siete mil personas abarrotan hasta la bandera tanto el graderío como el albero de un recinto que vive todos los años una apoteosis popular con motivo de uno de los más importantes eventos del Carnaval, junto con los grandes desfiles. Un impresionante montaje muy llamativo en el que destaca el colorido, la fantasía, la imaginación en la combinación de formas, materiales, colores e incluso en el propio nombre de cada vestido y sobre todo las grandes dimensiones de algunos de ellos hace de esta presentación el acto más brillante del carnaval en el que las reinas lucen sus elaborados vestidos de forma espectacular y ante la admiración de un público entregado a la fiesta.
Los presentadores van dando paso a las diferentes comparsas que muestran con ilusión sus espectaculares trajes. Hubo una época donde los presentadores contratados para tal evento solían ser personajes conocidos del mundo de la televisión pero dado el alto coste que de ello derivaba y la nefasta pronunciación que hacían del nombre de algunas comparsas que estaban en valenciano se decidió contar siempre con un presentador residente en la ciudad y la otra pareja podía variar entre un famoso u otro presentador de la zona.
En 1989 ya se refleja la primera gala de las reinas realizada en el Pabellón Municipal. Se trata de un evento que se celebró en la plaza de toros desde 1998, época en la que el presidente de la COC se atrevió a realizar el cambio a pesar del peligro que entrañaba hacer este acto al aire libre por el frío y las posibles inclemencias del tiempo. Poco después se vio el acierto de su decisión y se mantuvo hasta el año 2013.
Finalmente, después de 15 años y, tras los hechos ocurridos en el Accidente del Madrid Arena en el 2012, el Ayuntamiento no cedió la Plaza de Toros para la presentación de las Reinas del 2013 ya que el coso taurino no está acondicionado para estos espectáculos con un aforo muy superior al permitido. La junta Directiva de la COC, buscando otro escenario que pudiera acoger a los miles de comparseros que querían estar presentes en este acto tan emblemático del Carnaval de Vinaroz decidieron celebrarla al aire libre, por la zona del recinto carnavalero.
En la edición 2013 tuvo lugar el primer aplazamiento de la gala de reinas en la historia del Carnaval, cuya celebración estaba prevista para las 19.00 horas, por medidas de seguridad debido al fuerte viento que hizo acto de presencia en la tarde del sábado. El evento se aplazó al día siguiente, domingo, cuando las ráfagas de viento cesaron y se pudo celebrar el acto sin ningún contratiempo.
El año 2014 se buscó una ubicación alternativa para evitar los problemas derivados del viento y poder disponer de gradas para ver la gala de las reinas, por ello se planteó realizar la gala en el Campo Cervol, antiguo estadio del Vinaròs Club de Fútbol, al lado de la desembocadura del río Cervol y cerca del recinto carnavalero. Un espacio provisional puesto que se trata de un terreno cedido por el ayuntamiento a la consejería de educación para la construcción del colegio Jaime I.
| Edición | Año  | Presentadores                                                                | Montaje musical                                      | Diseño del escenario                    | Visuales                     |
| ------- | ---- | ---------------------------------------------------------------------------- | ---------------------------------------------------- | --------------------------------------- | ---------------------------- |
| 20.º    | 2002 | Lloll Bertran y Beni Sánchez                                                 | COC*                                                 | COC                                     |                              |
| 21.º    | 2003 | Javier Cárdenas y Rocío Madrid                                               | COC                                                  | COC                                     |                              |
| 22.º    | 2004 | Paz Padilla y José Galán                                                     | COC                                                  | COC                                     |                              |
| 23.º    | 2005 | Àlex Casademunt y Valle Llaó                                                 | COC                                                  | COC                                     |                              |
| 24.º    | 2006 | Ángel Llacer y Romina Balaguer                                               | Dj Pulpo                                             | COC                                     |                              |
| 25.º    | 2007 | Jorge Javier Vázquez y Bibiana Fernández                                     | COC                                                  | David Pruñonosa                         |                              |
| 26.º    | 2008 | Laura Ortega y Beni, Charo y José Galán, Romina y A. Serrano                 | Alfredo y Alexis Barberá                             | Diego Latorre                           | Fx Movement                  |
| 27.º    | 2009 | Marc Méndez y Sonia Granados                                                 | Alexis y Alfredo Barberà                             | David Pruñonosa                         | Fx Movement                  |
| 28.º    | 2010 | Amor Romeira y Agustí Serrano                                                | dj’s Alexis y Alfredo Barberà                        | Juanan Giner, Marc Viver y David Aguado | David Inlines y Edu Valverde |
| 29.º    | 2011 | Tamara Gorro y Txema Grau                                                    | Djordee y Dj.Joan                                    | Juanan Giner                            | David Inlines                |
| 30.º    | 2012 | Anabel Matamoros y Álex Albiol                                               | Dj’s Álex Ibarra, David Bel, Joan y Alfredo Barberà. | COC                                     | David Inlines                |
| 31.º    | 2013 | Miriam Martínez y Toni Guillot                                               | Djs Alex Ibarra, David Bel, Alfredo Barberà          | Alfredo Lamban y COC                    | David Inlines                |
| 32.º    | 2014 | Erika Hernández y Leandro Serret                                             | Djs Alex Ibarra y Alfredo Barberà.                   | Sebastián Bas                           | David Inlines                |
| 33.º    | 2015 | Alfredo Barberà y Agustí Serrano                                             | .                                                    | .                                       | David Inlines                |
| 34.º    | 2016 | Marc Méndez y Geena Drag                                                     | TBA                                                  | TBA                                     | TBA                          |
| 35.º    | 2017 | Ángela Albiol, Desirée Jiménez, Anna Oliver, Cecilia Pastor y Carmen Roselló |                                                      | Ricardo Alcaide                         |                              |
| 36.º    | 2018 | Cristóbal Garrido y Benny Sánchez                                            |                                                      | Ricardo Alcaide                         |                              |
| 37.º    | 2019 | Anthony Senén y Belén García                                                 |                                                      |                                         |                              |
| 38.º    | 2020 | Mario Adell Chiva y Maria Román Febrer                                       |                                                      |                                         |                              |

|}
*Comisión Organizadora del Carnaval
     Gala de las Reinas celebrada en la plaza de toros de la ciudad.
     Gala de las Reinas celebrada en la zona del Fora-Forat, detrás de donde se ubica el recinto carnavalero.
     Gala de las Reinas celebrada en el Campo Cervol, antiguo estadio del Vinaròs Club de Fútbol.
     Gala de las Reinas celebrada en un recinto situado junto a la Plaza de España.

### Gala Drag Queen
La gala drag queens carnaval de Vinaroz ya es una de las más importantes de España pese a su relativa antigüedad. En los últimos años ha ido tomando una proyección y progresión muy positiva lo que ha hecho que ya esté consolidada entre las primeras de España.
Las drags, locales o procedentes de ciudades como Barcelona, Valencia o Ibiza, optan a la preselección en la Gala Drag Queen de Las Palmas de Gran Canaria.
En la edición 2013 y 2014 se decidió no celebrar la gala por problemas de presupuesto debido a los recortes por la crisis.
| Edición | Año  | Presentador/es | Drag Queen / Fantasía                        | 1.ª Dama / Fantasía | 2.ª Dama / Fantasía |
| ------- | ---- | -------------- | -------------------------------------------- | ------------------- | ------------------- |
| 1.º     | 2008 | Deborah Ombres | Divax / "Vinaròs enciende. Ui, que em cremo" |                     |                     |
| 2.º     | 2009 | Amor Romeira   | Drag Staisy                                  | Rafa Turbo          | Carla Positiva      |
| 3.º     | 2010 | Germán Ramírez | Drag Stress                                  | Drag Fita           | Drag Streinburg     |
| 4.º     | 2011 | Germán Ramírez | Divax                                        | Lady Askania        | Ivan Divine         |
| 5.º     | 2012 | Las Shimai     | Drag Steinburg                               | Lady Askania        | Ivan Divine         |

## Comparsas
Actualmente, el Carnaval de Vinaroz tiene 30 comparsas:
| Año  | Comparsas                                                 | Año  | Comparsas                     |
| ---- | --------------------------------------------------------- | ---- | ----------------------------- |
| 1983 | La Colla                                                  | 2000 | Ja hi som / Tot dins d'un got |
| 1984 | Cherokys / Uiaaa... / Penya València / Tomba i Tomba      | 2001 | Fot-li Canya                  |
| 1985 | Arramba i Clava / Els Povals / Pensat i Fet / Penya Barça | 2005 | Locura                        |
| 1986 | El Pilà / Els Dormilons / Ni Fu Ni Fa                     | 2011 | Samba pa mi                   |
| 1987 | Pan y Toros / I sense un duro / La Morterada / Marxeta 87 | 2012 | Xe, quin poc suc              |
| 1988 | Tot a orri / Va que xuta                                  | 2013 | Ara sí que sí                 |
| 1991 | Depressa i Correns / No en volem cap                      | 2014 | Esmuvi                        |
| 1992 | Els Mateixos                                              | 2019 | On anem la liem               |

Antiguas comparsas del carnaval de Vinaroz:
| - Les Agüeles - Poche & Friends - Centro Aragonés - Els Xocolaters - Com Xalem | - Karting - Sortim perquè volem - Jalem i alkatre - Al lío montepío - Els Arrupits | - Penya Madrid - La Comparsita - Nou Rosa - Si no t'agrada no mires - Els Apedaçats | - La casa d'Andalusia - Me río de Janeiro - Los Bituneros - Ni Pic ni Casso - Quin jaleo |

## Temáticas del Carnaval

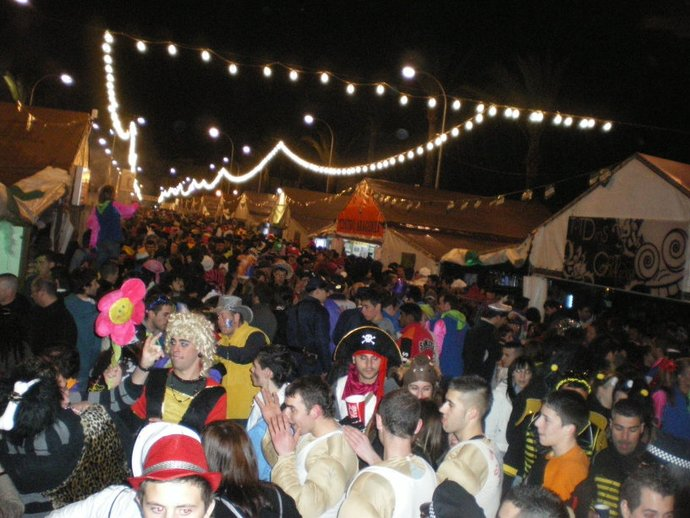
Recinto del Carnaval de Vinaroz tras el I desfile del 2011

En el año 2008 por primera vez el carnaval de Vinaroz estuvo inspirado en un tema.
- 2008: Como tema principal destacó el 'fuego' y la magia del carnaval. Así, durante la gala de presentación las reinas de cada comparsa aparecían al escenario a través de una gran pupila central, cuyo iris simulaba fuego.
- 2009: La temática fue el 'amor' debido a que la gala de las reinas de ese año era el 14 de febrero, el día de los enamorados. El cartel anunciador era un gran corazón y dentro de él los nombres de todas las comparsas.
- 2010: En este año la temática fue el mar mediterráneo ya que este carnaval es uno de los más importantes de la costa. El cartel anunciador era una máscara con agua alrededor, que como el propio creador del cartel aseguraba: "Me he basado, sobre todo, en la viveza del agua, para plasmar la temática del Mar Mediterráneo y conjugarla con la del Carnaval"[15]
- 2011: Este año fue un tema exótico, tanto la gala como la ambientación de la fiesta giró en torno a la Polinesia.
- 2012: Bajo el título “El sueño del Faraón” la temática del carnaval se basó en el Antiguo Egipto y todo lo relacionado con su civilización, su cultura, su arte, su mitología, etc. David Aguado, el diseñador, ya fue el encargado del cartel del 2010.
- 2013: Con el tema “Hollywood, carnaval de las estrellas” la fiesta estuvo relacionada con esa meca del cine, y grandes proyectos cinematográficos, estrellas del cine, etc. Por tercer año no consecutivo el diseño del cartel del vinarocense David Aguado fue elegido como ganador.[16] El escenario de la Gala de las Reinas estuvo inspirado en la temática de Hollywood y a modo de guiño, puesto que ese año no se celebró en su tradicional ubicación, el diseño representaba la plaza de toros de Vinaroz con su majestuosa puerta donde iban apareciendo las reinas de las comparsas.
- 2014: El tema principal de esta edición estuvo relacionado con las 'Olimpiadas'.[17] Seguramente debido a la gran repercusión que tuvo la Candidatura de Madrid a los Juegos Olímpicos de 2020 y el incidente de la alcaldesa madrileña Ana Botella con la famosa frase A relaxing cup of café con leche. Curiosamente la ganadora del cartel fue una joven de la localidad vecina de Benicarló.
- 2015: La temática tuvo relación con el mundo de los 'piratas'. El ganador del cartel fue, por cuarto año no consecutivo, el vinarocense David Aguado.
- 2016: El carnaval estuvo ambientado con el mundo del Circo.
- 2017: La temática ganadora fue Bollywood con un 47,2% de los votos, seguida de Las Vegas con un 31,9% y Cabaret con un 20,9%. El pregonero fue el periodista, actor y guionista Eugeni Alemany.
- 2018: La atmósfera de esta edición fue El país de Nunca Jamás. El diseño del cartel anunciador ganador fue el de Adrián Lendínez y el Pregón de fiestas corrió a cargo de la monologuista María Juan.
- 2019: el tema de este año fue la cultura china, elegido por votación popular con un 45% de los votos, seguido de Interestelar con un 34% de los votos y, por último, Carnival Park, con el 21%.
- 2020: la temática de esta edición estuvo dedicada al Carnaval de Venecia, también elegido por votación popular con un apoyo de 549 votos (41%), seguido del mundo de los superhéroes con 469 votos (35%) y la Edad Media con 322 votos (24%).

## Carnestoltes
Carnestoltes es un personaje que año tras año llega a Vinaroz, contagiando a todos los habitantes de la ciudad, tentándoles a pecar descontroladamente. Carnestoltes es la antítesis de Doña Cuaresma, la historia de Carnestoltes y Doña Cuaresma es la representación de la lucha de lo culturalmente correcto y el pecado. Cuando llega el Carnestoltes empiezan dos semanas de locura y desenfreno, la gente acaba poseída por el Carnaval generando un ambiente fuera de lo común. Es un episodio que colapsa la vida cotidiana y transforma la ciudad en una auténtica fiesta.

## Galardones
El Carnaval de Vinaroz acumula en la actualidad 4 distinciones:
- 2011. Mejor fiesta provincial.
- 2007. Fiesta de Interés Turístico Autonómico.
- 2007. Premio al turismo.
- 2004. Alé Vinarossenc.